# 요시다 우동

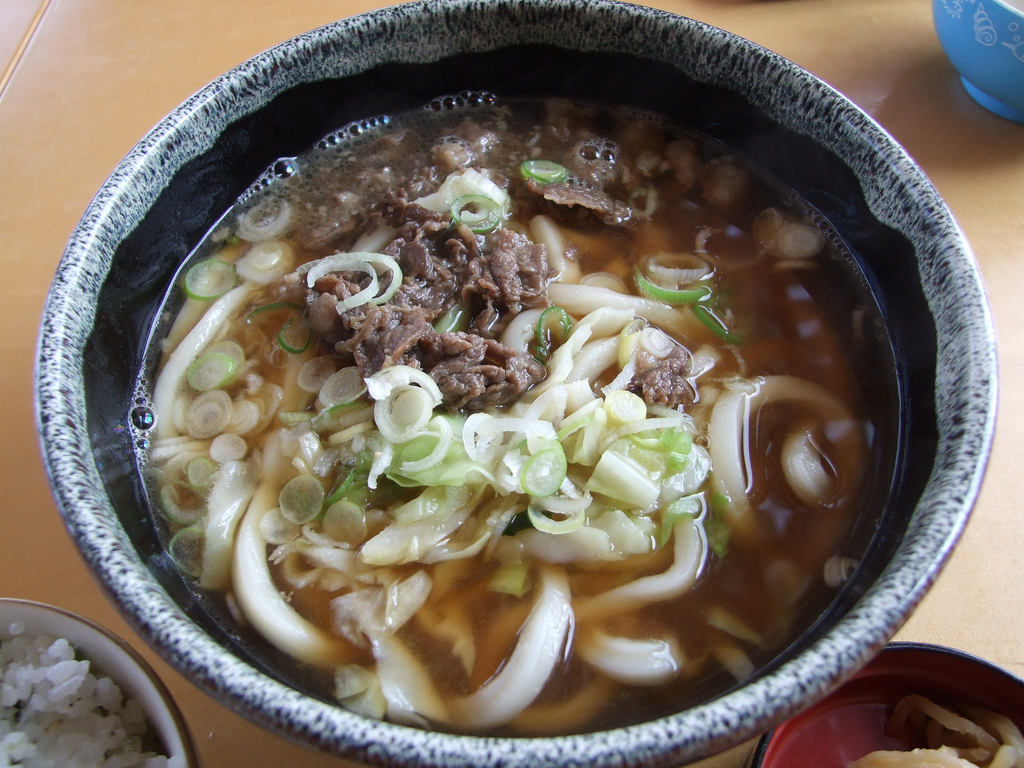
요시다 우동

요시다 우동(일본어: 吉田のうどん 요시다노우동[*])은 야마나시현 후지요시다시 및 야마나시의 군나이 지방에서 먹을 수 있는 향토 우동이다. 2007년 일본 농림수산성이 선정한 농산어촌의 향토 요리 백선의 하나이다.